# Siccia tenebrosa
Siccia tenebrosa là một loài bướm đêm thuộc phân họ Arctiinae, họ Erebidae.